# Fernando Seminario y Echandía
Fernando Seminario y Echandía fue un militar, hacendado y político peruano. Fue parte de la familia Seminario de gran importancia histórica en el departamento de Piura durante el siglo XIX. Fue uno de los más grandes propietarios rurales del norte del Perú.

## Biografía
Nació en Piura, Perú, en 1839. Hijo de Juan Seminario del Castillo e Ignacia de Echandía Ramos. Ingresó joven al ejército Peruano retirándose con el grado de capitán para administrar las propiedades familiares. Participa, entre 1857 y 1858 en la guerra civil entre Ramón Castilla y Manuel Ignacio de Vivanco formando parte del bando castillista. Años después articipa en la Guerra civil peruana de 1865. En 1866 participa en el Combate del 2 de mayo.
En 1882, fue nombrado Prefecto de Piura por el general Miguel Iglesias y organiza la resistencia a la invasión chilena. Hacia 1883 se opuso a la intención de Iglesias de firmar un tratado de paz con Chile aceptando la cesión territorial y manifiesta su apoyo a Andrés Avelino Cáceres. Hacia el final de la guerra del Pacífico, Seminario participó de la batalla de Huamachuco debiendo dirigise luego hasta Ecuador tras la derrota en ese enfrentamiento del bando cacerista del que formaba parte. Con él se expatriaron otros militares peruanos como Elías Mujica y Trasmonte y Manuel González de la Cotera. Regresó al Perú y formó parte de la resistencia cacerista al gobierno de Miguel Iglesias siendo que, luego del triunfo de Cáceres en la guerra civil de 1884, fue nombrado nuevamente como Prefecto de Piura. Fernando Seminario, en su posición de cacerista, llevó adelante un enfrentamiento largo con el resto de su familia quienes apoyaron durante esos años tanto a Nicolás de Piérola como a Miguel Iglesias. Especialmente a su primo Augusto Seminario y Váscones quien fue nombrado prefecto por Miguel Iglesias en su reemplazo.
En la guerra civil de 1894 apoyó a Andrés Cáceres quien lo nombró comandante general de los departamentos del norte para enfrentar a las fuerzas coalicionistas que apoyaban a Nicolás de Piérola al mando de su sobrino Teodoro Seminario y Váscones. Tras su derrota volvió a exiliarse en Ecuador manteniéndose en Guayaquil entre 1895 y 1899. A su regreso asumió el liderazgo del Partido Constitucional fundado por Andrés Cáceres y lo reorganiza. El partido se escinde luego de que él rechazara una alianza con el Partido Civil fundando el "Partido Federal" por el cual intentó ser  candidato a la Presidencia de la República en las elecciones de 1903. En sus últimos años en la política activa, apoyó a Guillermo Billinghurst en su elección en 1912.
En 1886 fue elegido por primera vez como senador por el departamento de Piura. Sería reelegido nuevamente en 1888 y se mantendría en ese cargo hasta 1894 cuando tuvo que exiliarse a Ecuador tras la derrota del bando cacerista en la guerra civil de 1894. Sería elegido nuevamente para este cargo en 1907 manteniendo la representación hasta 1916
Murió en su casa en Miraflores, Lima, en 1917.